# Gewog di Goenkhamae
Il gewog di Goenkhamae è uno dei quattro raggruppamenti di villaggi del distretto di Gasa, nella regione Centrale, in Bhutan.